# Municipio de Tewkesbury
Tewkesbury es un distrito no metropolitano con el estatus de municipio, ubicado en el condado de Gloucestershire (Inglaterra). Tiene una superficie de 414,42 km². Según el censo de 2001, Tewkesbury estaba habitado por 76 405 personas y su densidad de población era de 184,37 hab/km².